# Lennart Hedmark

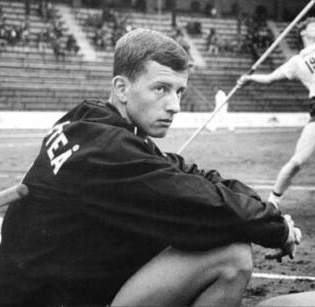
Lennart Hedmark (1964)

Lennart Hedmark (Lennart Per-Olav Hedmark; * 18. Mai 1944 in Skellefteå) ist ein ehemaliger schwedischer Zehnkämpfer und Speerwerfer.
Im Speerwurf gewann er bei der Universiade 1965 Bronze. Nach seinem Wechsel zum Zehnkampf wurde er Elfter bei den Olympischen Spielen 1968 in Mexiko-Stadt und Siebter bei den Europameisterschaften 1969 in Athen.
1970 holte er Silber bei der Universiade und 1971 bei den Europameisterschaften in Helsinki. Bei den Olympischen Spielen 1972 in München und bei den Europameisterschaften 1974 in Rom gab er jeweils nach drei Disziplinen auf.
Bei den Olympischen Spielen 1976 in Montreal kam er auf den achten Platz.
Achtmal wurde er Schwedischer Meister im Zehnkampf (1967, 1968, 1970, 1971, 1973–1975, 1977), fünfmal im Fünfkampf (1971–1973, 1975, 1977) und dreimal im Speerwurf (1963–1965).
Er ist mit der ehemaligen britischen Hochspringerin Linda Knowles verheiratet.

## Persönliche Bestleistungen
- Speerwurf: 81,94 m, 28. Mai 1966, Modesto
- Zehnkampf: 8188 Punkte, 17. Juni 1973, Sollentuna